# Gabriela Mihalcea
Gabriela Mihalcea (Rumania, 27 de enero de 1964) es una atleta rumana retirada especializada en la prueba de salto con pértiga, en la que consiguió ser medallista de bronce europea en pista cubierta en 1996.

## Carrera deportiva
En el Campeonato Europeo de Atletismo en Pista Cubierta de 1996 ganó la medalla de bronce en el salto con pértiga, con un salto por encima de 4.05 metros, tras la islandesa Vala Flosadóttir  (oro con 4.16 metros) y la alemana Christine Adams  (plata también con 4.05 metros pero en menos intentos).